# Tory Lanez
Daystar Peterson (Toronto, 27 juli 1992), beter bekend onder zijn artiestennaam Tory Lanez, is een Canadees rapper, zanger, songwriter en muziekproducent. Lanez heeft onder contract gestaan bij Sean Kingston's Time Is Money Entertainment maar vertrok na korte tijd om als onafhankelijk artiest verder te gaan.

## Biografie

### Jeugd
Peterson werd in Canada geboren als zoon van een Barbadiaanse vader en Curaçaose moeder maar verhuisde op jonge leeftijd met zijn ouders naar de Verenigde Staten.
Hij begon op negenjarige leeftijd met rappen. Op elfjarige leeftijd ontdekte hij dat zijn moeder aan een zeldzame ziekte leed die maar één op de 250.000 mensen treft. Na het verlies van zijn moeder en de frequente afwezigheid van zijn vader, die dominee en missionaris was, moest Peterson op veertienjarige leeftijd voor zichzelf zorgen. Hij begon met kleine optredens toen hij zestien was.

### Muzikale carrière
Peterson schoot vaak muziekvideo's in Zuid-Florida, waarna hij ze op YouTube plaatste. Sean Kingston was aan het zoeken op YouTube naar liedjes van Akon en stuitte toevallig op de muziekvideo's van Peterson. In februari 2010 ontmoette Peterson samen met Kingston Justin Bieber bij een van zijn concerten in Toronto, waar Peterson voor het eerst live optrad.
Peterson heeft zijn eigen muziekgenre gecreëerd, "swavey" genoemd. Dit is een genre waarin hij muziekstijlen kan variëren en naast elkaar kan gebruiken.

### Veroordeling
Peterson zit momenteel een gevangenisstraf van tien jaar uit, nadat hij in augustus 2023 veroordeeld werd voor het verwonden van Megan Thee Stallion, na een schietincident dat in juli 2020 had plaatsgevonden. Peterson en Megan Thee Stallion hadden samen een feest bijgewoond van Kylie Jenner in Los Angeles, en na het verlaten van dit feest ontstond er ruzie, waarbij Megan Thee Stallion in haar voeten werd geschoten door Peterson, zo verklaarde ze enige tijd later.

## Discografie

### Extended plays
- Cruel Intentions (met WeDitIt) (2015)

### Mixtapes
- T.L 2 T.O (2009)
- Playing for Keeps (2010)
- One Verse One Hearse (2010)
- Just Landed (2010)
- Mr. 1 Verse Killah (2010)
- Mr. Peterson (2011)
- Chixtape (2011)
- Swavey (2011)
- Ignant Shit (2012)
- Sincerely Tory (2012)
- Conflicts of My Soul: The 416 Story (2013)
- Chixtape II (2014)
- Lost Cause (2014)
- The New Toronto (2015)
- Chixtape 4 (2017)
- The New Toronto 2 (2017)
- The New Toronto 3 (2020)

### Albums
- I Told You (2016)
- Memories Don't Die (2018)
- LoVE mE NOw? (2018)
- Chixtape 5 (2019)
- The New Toronto 3 (2020)
- DAYSTAR (2020)
- Alone At Prom (2021)
- Sorry 4 What (2022)

- Gemeinsame Normdatei: 1140535455
- International Standard Name Identifier: 0000 0004 6303 4953
- Library of Congress Control Number: no2016127031
- MusicBrainz: 5b8ec72b-9e39-4a06-a2bf-964166b92a71
- Virtual International Authority File: 7958147665840660670004
- WorldCat: E39PBJcRdYmYJm6mDgWXhPkxDq